# Famille Wass
Pour les articles homonymes, voir Wass.
La famille Wass ([vɒʃ ]) de Czege et Szentegyed (hu) (en hongrois : czegei és szentegyedi nemes és gróf Wass család) est une ancienne famille de la noblesse hongroise originaire de Transylvanie.

## Hongrie
La famille Wass est l'une plus anciennes familles transylvaines. Ses archives remontent à l'an 1230, date à laquelle Béla IV de Hongrie confirme un don de terres aux frères Lób et Tamás : neuf villages dans le comté de Doboka pour leur bravoure au combat.
Après la Seconde Guerre mondiale, certains membres de la famille émigrent aux États-Unis où leurs descendants vivent encore. D'autres vivent en Allemagne, Autriche et Hongrie.

## Membres notables
- Miklós Wass, préfet (várnagy) de Csicsó au XIVe siècle.
- György Wass (fl. 1573), főispán de Kolozs.
- Dániel Wass (1673°), comte (1744), főispán de Doboka. Petit-fils du précédent.
- comte Sámuel Wass (hu) (1814–1879), économiste, homme politique, főispán de Doboka, membre correspondant de l'Académie hongroise des sciences. Fils du comte Imre Wass, főispán titulaire du comté de Szolnok-Doboka (Közép-Szolnok főispáni helytartójának).
- comte Ottília Wass (hu) (1829–1917), poétesse hongroise.
- comte Albert Wass (1819-1911), membre de la Chambre des magnats, membre de la chancellerie de Transylvanie à Vienne puis secrétaire du siège du gouvernement de Transylvanie durant la Révolution hongroise de 1848. Père du suivant.
- comte Béla Wass (hu) (1853–1936), homme politique hongrois, főispán du comté de Szolnok-Doboka et président de la Banque de Transylvanie (Erdélyi Bank).
- comte György Wass (hu) (1877–1929), poète, écrivain et journaliste hongrois. Petit-fils de l'économiste Sámuel Wass.
- comte Albert Wass (1908-1998), écrivain et poète hongrois.

## Sources
- Révai nagy lexikona (XIX. kötet, VÁR–ZSŰRI)
- Kempelen Béla: Magyar nemes családok